# 1500-ті

## Події
- 1500—1503 — війна Великого князівства Московського з Великим князівством Литовським;
- 1507—1508 — війна Великого князівства Московського з Великим князівством Литовським;
- 1508, 1509 — напади кримських татар на Поділля, Галичину і Волинь;

## Монархи
- Королем Англії був Генріх VII, з 1509 року - Генріх VIII.
- Великим князем Московським до 1505 року був Іван III Васильович, надалі Василій III
- Імператором Священної Римської імперії все десятиліття був Максиміліан I.
- Королем Арагону був Фернандо II.
- Король Польщі — Сигізмунд I Старий.
- Королем Франції був Людовик XII.
- Папою Римським до листопада 1549 року був Павло III, надалі Юлій II.